# Tournoi de tennis de Launceston
Le Launceston Tennis International est un tournoi international de tennis féminin et masculin du circuit professionnel ITF Women's Circuit et Challenger ayant lieu à Launceston (Australie). L'édition féminine se joue sur dur et se tient chaque année depuis 2012. Depuis 2015, une édition masculine appartenant à l'ATP Challenger Tour se déroule aussi à Launceston, conjointement à l'épreuve féminine.

## Palmarès dames

### Simple
| Année | Dotation | Vainqueur        | Finaliste         | Score         |
| ----- | -------- | ---------------- | ----------------- | ------------- |
| 2012  | 25 000 $ | Yulia Putintseva | Lesley Kerkhove   | 6-1, 6-3      |
| 2013  | 25 000 $ | Storm Sanders    | Shuko Aoyama      | 6-4, 6-4      |
| 2014  | 50 000 $ | Olivia Rogowska  | Irena Pavlovic    | 5-7, 6-4, 6-0 |
| 2015  | 50 000 $ | Daria Gavrilova  | Tereza Mrdeža     | 6-1, 6-2      |
| 2016  | 75 000 $ | Han Xinyun       | Alla Kudryavtseva | 6-1, 6-1      |
| 2017  | 60 000 $ | Jamie Loeb       | Tamara Zidanšek   | 7-64, 6-3     |
| 2018  | 25 000 $ | Gabriella Taylor | Asia Muhammad     | 6-3, 6-4      |
| 2019  | 60 000 $ | Elena Rybakina   | Irina Khromacheva | 7-5, 3-3 ab.  |
| 2020  | 25 000 $ | Asia Muhammad    | Destanee Aiava    | 6-4, 6-3      |

### Double
| Année | Dotation | Vainqueurs                       | Finalistes                         | Score            |
| ----- | -------- | -------------------------------- | ---------------------------------- | ---------------- |
| 2012  | 25 000 $ | Shuko Aoyama Kotomi Takahata     | Hsieh Shu-ying Zheng Saisai        | 6-4, 6-4         |
| 2013  | 25 000 $ | Ksenia Lykina Emily Webley-Smith | Allie Kiick Erin Routliff          | 7-5, 6-3         |
| 2014  | 50 000 $ | Monique Adamczak Olivia Rogowska | Kamonwan Buayam Zuzana Zlochová    | 6-2, 6-4         |
| 2015  | 50 000 $ | Han Xinyun Junri Namigata        | Wang Yafan Yang Zhaoxuan           | 6-4, 3-6, [10-6] |
| 2016  | 75 000 $ | You Xiaodi Zhu Lin               | Nadiia Kichenok Mandy Minella      | 2-6, 7-5, [10-7] |
| 2017  | 60 000 $ | Monique Adamczak Nicole Melichar | Georgia Brescia Tamara Zidanšek    | 6-1, 6-2         |
| 2018  | 25 000 $ | Jessica Moore Ellen Perez        | Laura Robson Valeria Savinykh      | 7-65, 6-4        |
| 2019  | 60 000 $ | Chang Kai-chen Hsu Ching-wen     | Alexandra Bozovic Isabelle Wallace | 6-2, 6-4         |
| 2020  | 25 000 $ | Alison Bai Jaimee Fourlis        | Alicia Smith Abigail Tere-Apisah   | 7-64, 6-3        |

## Palmarès messieurs

### Simple
| Année | Vainqueur        | Finaliste        | Score          |
| ----- | ---------------- | ---------------- | -------------- |
| 2015  | Bjorn Fratangelo | Chung Hyeon      | 4-6, 6-2, 7-5  |
| 2016  | Blake Mott       | Andrey Golubev   | 6-74, 6-1, 6-2 |
| 2017  | Noah Rubin       | Mitchell Krueger | 6-0, 6-1       |
| 2018  | Marc Polmans     | Bradley Mousley  | 6-2, 6-2       |
| 2019  | Lloyd Harris     | Lorenzo Giustino | 6-2, 6-2       |
| 2020  | Mohamed Safwat   | Alex Bolt        | 7-65, 6-1      |

### Double
| Année | Vainqueurs                   | Finalistes                            | Score             |
| ----- | ---------------------------- | ------------------------------------- | ----------------- |
| 2015  | Radu Albot Mitchell Krueger  | Adam Hubble Jose Rubin Statham        | 3-6, 7-5, [11-9]  |
| 2016  | Luke Saville Jordan Thompson | Dayne Kelly Matt Reid                 | 1-6, 6-4, [13-11] |
| 2017  | Bradley Mousley Luke Saville | Alex Bolt Andrew Whittington          | 6-2, 6-1          |
| 2018  | Alex Bolt Bradley Mousley    | Sekou Bangoura Nathan Pasha           | 7-66, 6-0         |
| 2019  | Max Purcell Luke Saville     | Hiroki Moriya Mohamed Safwat          | 7-5, 6-4          |
| 2020  | Evan King Benjamin Lock      | Kimmer Coppejans Sergio Martos Gornés | 3-6, 6-3, [10-8]  |